# Головань Євгенія Олексіївна
Євгенія Олексіївна Головань (нар. 15 грудня 1925, село Веселий Кут, тепер Шполянського району Черкаської області) — українська радянська діячка, голова колгоспу імені Калініна Добровеличківського району Кіровоградської області, Герой Соціалістичної Праці (1973). Член Ревізійної Комісії КПУ у 1966 — 1976 р. Член ЦК КПУ у 1976 — 1981 р.

## Біографія
У 1947 році закінчила сільськогосподарський технікум, здобула спеціальність зоотехніка.
У 1947 — 1955 р. — зоотехнік Маловисківського районного відділу сільського господарства Кіровоградської області, зоотехнік Тишківського районного відділу сільського господарства Кіровоградської області.
У 1955 — 1965 р. — головний зоотехнік, заступник голови колгоспу, секретар партійного комітету колгоспу імені Калініна села Тишківки Добровеличківського району Кіровоградської області.
Член КПРС з 1957 року.
У лютому 1965 — 1986 р. — голова колгоспу імені Калініна села Тишківки Добровеличківського району Кіровоградської області.
Потім — на пенсії у місті Києві.

## Нагороди
- Герой Соціалістичної Праці (1973)
- два ордени Леніна (,1973)
- орден Жовтневої революції
- орден Знак Пошани
- медалі